# Olivspett
Olivspett (Dendropicos griseocephalus) är en fågel i familjen hackspettar inom ordningen hackspettartade fåglar.

## Utseende och läte
Olivspetten är en ovanligt tecknad hackspett som saknar alla former av tvärband, fläckar eller streck. Huvudet är grått och kroppen är olivgrön. Hanen har röd hjässa och båda könen uppvisar en röd övergump som är mycket tydlig i flykten. Vissa bestånd har en röd fläck på buken. Lätet består av en serie högljudda gnäggande ljud.

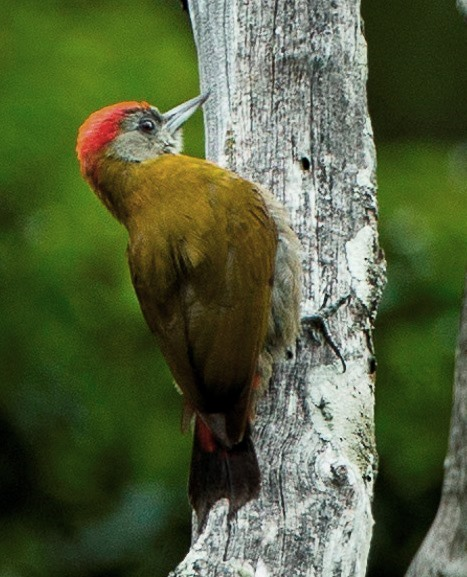
Olivspett i Sydafrika.

## Utbredning och systematik
Olivspett delas in i tre distinkta underarter med följande utbredning:
- ruwenzori (inkl. persimilis[6]) – Namibia till Demokratiska republiken Kongo, Uganda, Tanzania, Zimbabwe och Malawi
- kilimensis – fuktiga bergsskogar i Tanzania
- griseocephalus – allra sydligaste Moçambique, östra och södra Sydafrika (östra Limpopo till södra Western Cape)

### Släktestillhörighet
Gulbukig askspett tillhör en grupp med afrikanska hackspettar som står nära de europeiska och asiatiska hackspettarna mellanspett, brunpannad hackspett, arabspett och mahrattaspett. Den placeras vanligen i Dendropicos. Vissa bryter dock ut askspettarna och olivspett i Mesopicus.

## Levnadssätt
Olivspett hittas i skogsområden, på medelhög och hög höjd i större delen av utbredningsområdet, men ner till havsnivå i Sydafrika.

## Status och hot
Arten har ett stort utbredningsområde, men tros minska i antal, dock inte tillräckligt kraftigt för att den ska betraktas som hotad. Internationella naturvårdsunionen IUCN listar arten som livskraftig (LC).